# NGC 261
NGC 261 је емисиона маглина у сазвежђу Тукан која се налази на NGC листи објеката дубоког неба.
Деклинација објекта је - 73° 6' 14" а ректасцензија 0h 46m 27,9s. Привидна величина (магнитуда) објекта NGC 261 износи 13,6 а фотографска магнитуда 13,0. NGC 261 је још познат и под ознакама ESO 29-EN12.